# Anahí (álbum)
Anahí é o álbum de estréia da cantora mexicana Anahí, lançado em 1993 pela Discos America. As músicas foram gravadas quando tinha nove anos de idade. No entanto, foi dificultada pela falta de coesão de gravação e produção e não foi bem comercialmente.
A música "Te Doy un Besito" serviu para encerrar o programa infantil Chiquilladas no México e foi a única faixa a ser promovida no álbum. Todas as faixas foram escritas por Daniel Garcia e Mario Schajris, exceto "El Ratón Pérez" ao lado de Sciamerella.

## Lista de faixas
| N.º            | Título                                     | Compositor(es)                           | Duração |  |
| 1.             | "El Ratón Pérez"                           | Daniel Garcia Mario Schajris Sciamerella | 2:17    |  |
| 2.             | "Apaguen el Despertador"                   | Garcia Schajris                          | 2:31    |  |
| 3.             | "No le Tengo Miedo al Doctor"              | Garcia Schajris                          | 2:14    |  |
| 4.             | "Pastel de Chocolate"                      | Garcia Schajris                          | 1:57    |  |
| 5.             | "Somos Amigos"                             | Garcia Schajris                          | 3:27    |  |
| 6.             | "El Blues de la Paleta"                    | Garcia Schajris                          | 2:10    |  |
| 7.             | "Hay un Chico Que Me Gusta"                | Garcia Schajris                          | 2:36    |  |
| 8.             | "El Twist de Mi Hermano"                   | Garcia Schajris                          | 2:27    |  |
| 9.             | "Los Dos al Agua"                          | Garcia Schajris                          | 2:20    |  |
| 10.            | "Un Casamiento en el Zoologico"            | Garcia Schajris                          | 2:45    |  |
| 11.            | "A Bailar la Conga"                        | Garcia Schajris                          | 3:33    |  |
| 12.            | "Te Doy un Besito"                         | Garcia Schajris                          | 1:11    |  |
| 13.            | "Mensajero del Señor" (Apenas no Cassette) |                                          | 3:35    |  |
| Duração total: | Duração total:                             | Duração total:                           | 27:20   |  |